# Myonia privigna
Myonia privigna är en fjärilsart som beskrevs av Jacob Hübner 1818. Myonia privigna ingår i släktet Myonia och familjen tandspinnare. Inga underarter finns listade i Catalogue of Life.